# Тавричанська сільська територіальна громада
Тавричанська сільська громада — територіальна громада в Україні, в Каховському районі Херсонської області. Адміністративний центр — село Тавричанка.
Площа громади — 243 км², населення — 4457 мешканців (2017).
Утворена 19 серпня 2016 року шляхом об'єднання Дудчинської, Заозерненської та Тавричанської сільських рад Каховського району.

## Населені пункти
До складу громади входять 2 селища (Волинське та Остапенка) 11 сіл: Дудчине, Заозерне, Золотаве, Любимо-Мар'ївка, Любимо-Павлівка, Мар'янівка, Ольгівка, Солідарне, Тавричанка.